# 港国道
港国道（みなとこくどう）とは、日本で重要港湾・飛行場と主要国道を結ぶ一般国道の通称。
道路法5条1項4号「港湾法（昭和25年法律第218号）第2条第2項に規定する国際戦略港湾若しくは国際拠点港湾若しくは同法附則第2項に規定する港湾、重要な飛行場又は国際観光上重要な地と高速自動車国道又は第1号に規定する国道とを連絡する道路」の規定に基づき指定された路線を指す。「港国道」という呼称は公式によるものではなく、主に国道愛好家（マニア）から呼び習わされた俗称が広まったものである。

## 概要

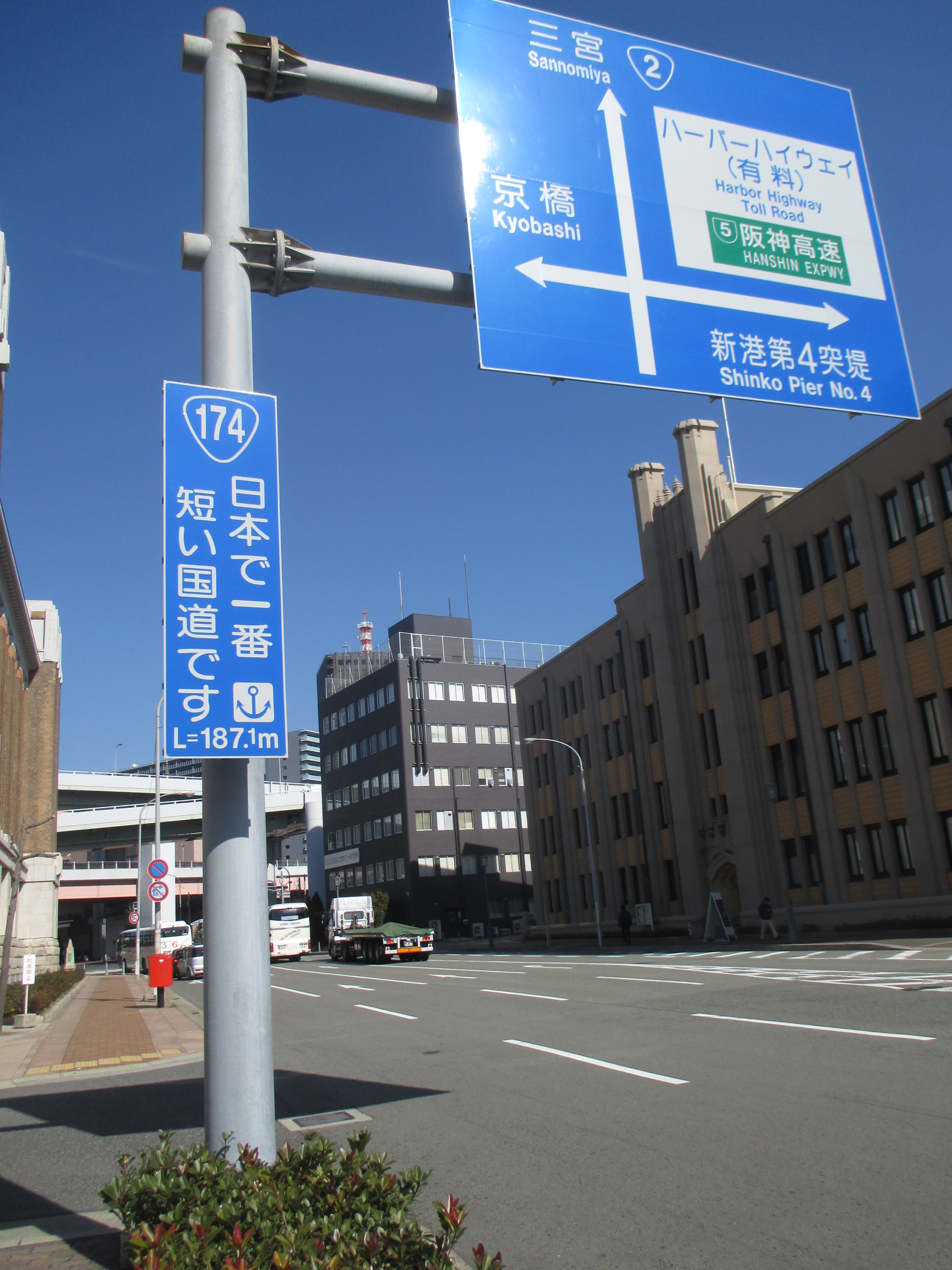
国道174号の起点側にある標識。「日本で一番短い国道です」と書かれている。

港国道は、起点が港湾・飛行場、終点が旧一級国道で、大半が指定区間外（道路管理者が都道府県または政令指定都市）である。
全国で15路線あるが、路線延長の短いものが多く、路線延長の短い一般国道の上位十傑はいずれも港国道である。これは、港国道の特徴にもあげられており、特に神戸港と結ばれる国道174号（延長187.1メートル）は「日本で一番短い国道」として知られる。最長の港国道でも、国道481号の延長約12.7キロメートル (km) でしかない。
国道の指定対象となる港湾・飛行場の範囲は必ずしも明確ではない。例えば、道路法5条1項4号で定められている港湾28港のうち、港国道を持つ港湾はその一部であり、重要な空港（旧空港整備法における第一種空港）である大阪国際空港（伊丹空港）や中部国際空港にも港国道は存在していない。また、明治時代初期に6か所指定された開港場（函館・横浜・新潟・大阪・神戸・長崎）のうち、横浜港・大阪港・神戸港に港国道はあるが、函館港・新潟港・長崎港に港国道は存在しない。
港湾・空港の移動に伴い、本来の規定通りとなっていない港国道も存在する。例えば国道177号の起点は舞鶴港となっているが、実際に起点にあるのは現在の舞鶴漁港（第三種漁港）である。また国道131号では、かつては起点に東京国際空港のターミナルビルがあったが、沖合に移転した現在においても起点位置は変更されていない。
日本で最初に国道が定められた明治時代においては、国策産業で生糸を生産・輸出して、貿易で外貨を獲得することが最大の課題であったことから港は重要視され、主要国道は東京から横浜港・神戸港・長崎港などの主要港へ向かう道路が最初に制定されていた。その後裔ともいえる現在の道路法上における「港国道」の規定は、明治時代から続きてきた交通網の一端を担う港を重要視する考え方が名残となっているという見方がされている。ただし、現在指定されている港国道では、起点となっている位置や経路も含めてその存在意義は薄れているのが実情で、中途半端な盲腸線のようになっているところが多い。

## 一覧

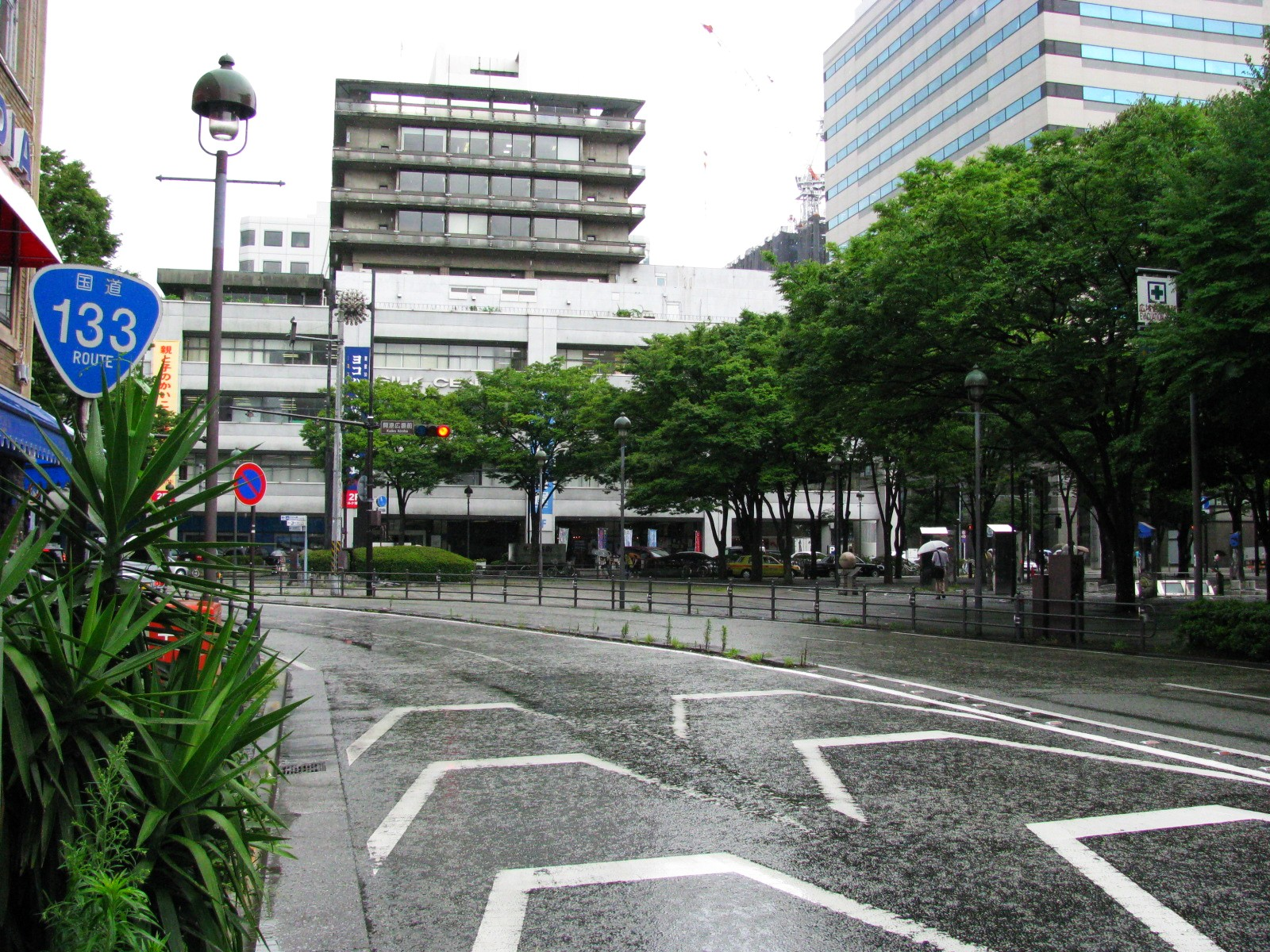
横浜港と連絡する国道133号は、明治国道1号から継承される港国道である。

港国道は全国に15路線ある。（起点は指定対象となる港湾・飛行場）
| 路線名    | 起点         | 終点                     | 所在地         | 延長 (km) | 備考 |
| --------- | ------------ | ------------------------ | -------------- | --------- | --- |
| 国道130号 | 東京港       | 国道15号                 | 東京都港区     | 0.482     | |
| 国道131号 | 東京国際空港 | 国道15号                 | 東京都大田区   | 3.6       | 起点は、羽田空港第3ターミナルから約1 km西方、天空橋駅付近の東京都道311号環状八号線との交点。                                                                                  |
| 国道132号 | 川崎港       | 国道15号                 | 神奈川県川崎市 | 4.6       | |
| 国道133号 | 横浜港       | 国道16号                 | 神奈川県横浜市 | 1.4       | |
| 国道149号 | 清水港       | 国道1号                  | 静岡県静岡市   | 2.6       | 起終点両端を国道（国道1号・国道150号）が接続。 |
| 国道154号 | 名古屋港     | 国道1号                  | 愛知県名古屋市 | 4.0       | |
| 国道164号 | 四日市港     | 国道1号                  | 三重県四日市市 | 3.0       | |
| 国道172号 | 大阪港       | 国道25号                 | 大阪府大阪市   | 7.9       | |
| 国道174号 | 神戸港       | 国道2号                  | 兵庫県神戸市   | 0.187     | 日本で最短の国道（延長187.1m）。起点は、神戸港にほど近い神戸税関本庁前の神戸市道との交差点。                                                                                  |
| 国道177号 | 舞鶴港       | 国道27号                 | 京都府舞鶴市   | 0.7       | 舞鶴西港地区にある舞鶴漁港を起点とする。 |
| 国道189号 | 岩国飛行場   | 国道2号                  | 山口県岩国市   | 0.360     | 唯一、起終点を軍事施設とする国道で在日米軍岩国基地に通じている。大半は国道188号と重複しており、実延長では日本で2番目に短い路線。                                              |
| 国道198号 | 門司港       | 国道3号                  | 福岡県北九州市 | 0.6       | 起終点両端を国道（国道3号・国道199号）が接続。 |
| 国道295号 | 成田国際空港 | 国道51号                 | 千葉県成田市   | 5.8       | 路線の殆どの部分を新空港自動車道と併走。 |
| 国道332号 | 那覇空港     | 国道58号                 | 沖縄県那覇市   | 2.2       | |
| 国道481号 | 関西国際空港 | 関西空港自動車道上之郷IC | 大阪府泉佐野市 | 12.7      | 関西国際空港 - りんくうJCT間（関西国際空港連絡橋）は関西空港自動車道の一部扱い、それ以外の路線の殆どの部分を関西空港自動車道と併走。 旧一級国道の国道26号とは途中で交差する。 |